# Robert Shaw (karmester)
Robert Lawson Shaw (Red Bluff, Kalifornia, 1916. április 30. – New Haven, Connecticut, 1999. január 25.) amerikai karmester, aki Chorale kórusáról, a Clevelandi Szimfonikus Zenekarral és Kórussal, valamint az Atlantai Szimfonikus Zenekarral és Kórussal végzett munkáiról híres. Arról volt ismert, hogy felhívta a közvélemény figyelmét a kóruszenére széleskörű befolyása és a fiatalabb karmesterek mentorálása, felvételei magas színvonala, kórusaiban a faji integráció támogatása, valamint a modern zene támogatása révén számos díjat nyert.

## Élete

### Korai évei
Robert Lawson Shaw a kaliforniai Red Bluffban született. Apja, Shirley R. Shaw tiszteletes miniszter, édesanyja pedig koncerténekesnő volt. Négy testvére egyike Hollace Shaw énekesnő. Az 1930-as évek elején az Eagle Rock High Schoolba járt, ahol a Howard Swan által irányított kórusokban énekelt, aki később 1934 és 1971 között nemzetközileg elismert kórusvezetőként dolgozott az Occidental College-ban, és akinek pályafutása és írásai a kóruszene szimpózium tárgya volt az American Choral Directors Association országos konferenciáján. 1938-ban végzett a Pomona College-ban. Nem sokkal később Shaw-t felkérte a népszerű zenekarvezető, Fred Waring, hogy toborozzon és képezzen ki egy glee klubot, a zenekarával való együttműködésre.

### Pályája
1941-ben Shaw megalapította a Collegiate Chorale nevű csoportot, amely a maga korában a faji integrációjáról volt nevezetes. 1948-ban a csoport előadta Beethoven 9. szimfóniáját az NBC Symphonyval és Arturo Toscaninivel, akinek híres megjegyzése: „Robert Shaw-ban végre megtaláltam azt a mestert, akit kerestem.” Shaw 1954 márciusáig folytatta a Toscanini-kórusok felkészítését, amikor is Verdi Te Deum című művében és Boito Mefistofele prológusában énekeltek. Kórusai részt vettek az NBC által közvetített három Verdi-opera, az Aida, a Falstaff és Az álarcosbál előadásán. Mindegyiket Toscanini vezényelte, Herva Nelli szopránnal. Az Aida (1949-ből) és Beethoven Kilencedik szimfóniája (1948 áprilisából) televíziós műsorának házi videóin láthatóak, szintén Toscanini vezényletével. Amint a videó is mutatja, Toscanini nem volt hajlandó meghajolni, amíg a színfalak mögé nem ment, és ki nem hozta a vonakodó Shaw-t, hogy közösen meghajoljon a Beethoven-est végén.
Shaw Charles F. Shaw másodunokatestvére is volt, és gyakran nyaralt annak Napa-völgyi pincészetében. 1948-ban megalapította a Robert Shaw Chorale-t, amely számos felvételt készített az RCA Victoron egészen atlantai kinevezéséig. A Chorale 30 országot látogatott meg az Egyesült Államok külügyminisztériuma által támogatott turnékon. 1952-ben a My Darlin' Aida című Broadway-musical kórusrendezője volt. 1953-ban kinevezték a San Diego Symphony zenei igazgatójáva, majd négy évig töltötte be ezt a posztot.
San Diegó-i hivatali ideje után Shaw 1956-ban csatlakozott Széll Györgyhöz, egyik korábbi tanárához a New York-i Mannes School of Musicban, hogy a Cleveland Orchestrával dolgozzon. 1967-ig tizenegy évadon át a Cleveland Orchestra segédkarmestereként szolgált. Átvette az 1952-ben indult Cleveland Orchestra Chorust is, és az egyik legkiválóbb önkéntes kórusegyüttessé alakította, amelyet egy amerikai szimfonikus zenekar szponzorált – ez az együttes a mai napig működik. Clevelandben Shaw a Clevelandi First Unitárius Egyház kórusvezetője is volt, ahol egy közösségi zenei programot vezetett.
1967 és 1988 között Shaw az Atlantai Szimfonikus Zenekar zeneigazgatója és karmestere volt. 1970-ben megalapította az Atlanta Symphony Orchestra Chorust, és azon munkálkodott, hogy újra megteremtse azt a sikert, amelyet Clevelandben aratott, amikor felkészítette őket a névadó szimfonikus zenekarukkal való fellépésekre és felvételekre.
1972. április 30-án Shaw egy tömeges, 640 szólamú kórust vezényelt, amely 16 különböző ország meghallgatott egyetemi kórusaiból állt, akik meghívást kaptak a Harmadik Nemzetközi Egyetemi Kórusfesztiválra, hogy fellépjenek a New York-i Lincoln Center for the Performing Arts-ban egy kéthetes koncertkörút után az Egyesült Államok egyetemi kampuszain. A fesztivál koncertjéről felvétel is készült. Turnéjuk során, a Watergate-botrány kitörésének előestéjén a kórusok First Lady Pat Nixon előtt is felléptek a Fehér Házban, a Kennedy Centerben és az ENSZ épületében.
Miután 1988-ban lemondott atlantai posztjáról, Shaw tovább vezényelte az Atlantai Szimfonikus Zenekart annak zenei igazgatójaként és díjazott karmesterként, rendszeres vendégkarmester volt más zenekaroknál, köztük a Clevelandnél, és számos nyári fesztiválon tanított és egy hétig Carnegie Hall workshopok kóruskarmesterek és énekesek számára. Az 1996-os olimpiai ceremóniákról készült felvételeken újra látható az Atlanta Symphony Orchestra & Chorus vezényletében.
1999-ben hunyt el New Havenben, Connecticutban agyvérzés következtében, 82 évesen.

### Befolyása
Hosszú pályafutása során Shaw felhívta a figyelmet a kóruszenére, és az amerikai kóruskarmesterek „dékánjának” tartották, számos fiatalabb karmester mentorálása volt – köztük Jameson Marvin, Margaret Hillis, Maurice Casey, Ken Clinton, Donald Neuen, Ann Howard. Jones, valamint az Atlantai Szimfonikus Zenekar jelenlegi kórusa és a Kamarakórus igazgatója, Norman Mackenzie – és ezreket inspirál énekesek, akikkel együtt dolgozott az Egyesült Államokban. Munkássága új kórusmércét állított fel hazájban, és számos felvétele a kóruséneklés mintája.
Bár tanulóévei és munkásságának nagy része még azelőtt történt, hogy a tájékozott történelmi előadói gyakorlat iránti érdeklődés megnőtt volna, felvételei, tükrözve azt a ragaszkodását, hogy a világosan kivetített szövegek szolgálják a zenei interpretáció alapját, nem hangzanak elévültnek a modernebb erőfeszítésekhez képest, gyakran kisebb erőkkel. Ma is használatos technikákat és megközelítéseket alkotott.
Shaw pályája kezdetétől a modern zene bajnoka volt. Franklin D. Roosevelt rendelt egy rekviemet a frissen honosított német származású zeneszerzőtől, Paul Hindemithtől, aki a When Lilacs Last in the Dooryard Bloom'd című számmal válaszolt, amely Walt Whitman Abraham Lincoln halálának emlékére állított költeményének díszlete. Shaw dirigálta a mű ősbemutatóját 1946-ban a Collegiate Chorale társaságában, és élete utolsó évtizedében is védte a művet; 1996-ban vezényelt egy 50. évfordulós előadást a Yale Egyetemen, ahol Hindemith professzor volt a mű megírásakor. 1998-ban a Yale tiszteletbeli doktori címet is adományozott Shaw-nak. Emellett megkapta a Yale Sanford-éremét is. Megkapta a University of Pennsylvania Glee Club Award of Merit díját is a férfi kóruszenére gyakorolt hatalmas befolyása tiszteletére. Nemzeti patrónusa volt a Delta Omicronnak, egy nemzetközi professzionális zenei testvériségnek, és a Phi Mu Alpha Sinfonia (Alpha Chi, Tulsai Egyetem, 1945) tiszteletbeli beavatottja volt.

## Felvételei
Bár klasszikus repertoárja tette híressé, Shaw nem korlátozta magát erre a műfajra. Diszkográfiájának 104 tétele tartalmazza még tengeri dalok, glee klubdalok, szakrális zene és spirituálék felvételeit, továbbá zenés színházi számokat, ír népdalokat és legfőképpen karácsonyi albumokat, amelyek megjelenésük óta bestsellerek maradtak. Shaw Arturo Toscaninivel és az NBC Szimfonikus Zenekarral számos opera- és kórusrádió-adáson és -felvételen is szerepelt. Vezetésével az Atlanta Symphony Orchestra készítette első felvételeit, kezdve egy két nagylemezes, Nativity nevű albummal 1976-ban, amely Shaw 1970-től kezdődően Atlantában adott éves karácsonyi koncertjein alapul. A Telarc számára több digitális remake-et rögzített az RCA Victornak korábban felvett karácsonyi albumaiból, köztük a The Many Moods of Christmasből. Együttműködött a neves kórusszerzővel és karmesterrel, Alice Parkerrel (Shaw egykori tanítványa a Juilliard Schoolon) népdalok, himnuszok, spirituálék és karácsonyi zenék feldolgozásában, amelyek ma is népszerűek a kórusok körében.
Shaw különféle kiadóknak készített felvételeket, kezdve egyetlen lemezzel az American Decca Recordsnál, és számos kiadást az RCA Victor-on a 78-as lemezfordulatú korszakban. Az 1950-es és 1960-as években Shaw és a Chorale számos nagylemezt készített az RCA Victor Red Seal Records számára. 1977-től a legtöbb felvétele a Telarc kiadónál jelent meg. Ennek a társulatnak nemcsak az Atlantai Szimfonikus Zenekart és Kórust vezette, hanem a Robert Shaw Chamber Singerst is, amelynek személyzete nagyrészt az Atlantai Szimfonikus Kamarakórusból, valamint a Robert Shaw Festival Singersből állt, amely Shaw nyári franciaországi kórusműhelyein jött össze. Utolsó felvételét a Telarc Dvořák Stabat Mater című számából készítette az Atlantai Szimfonikus Zenekarral, kórussal és szólistákkal.
Shaw számos nagy kóruszenekari művet többször is rögzített, és fennmaradt Händel Messiása, JS Bach h-moll miséje, Beethoven Missa Solemnis, Orff Carmina Burana, Verdi Requiem és más hasonló becses remekművek előadása. A történelmileg megalapozott előadás felé haladva Shaw első, 1966-os Messiás -felvételén mindössze harmincegy énekesből álló kórus szerepelt. 2016-ban Shaw felvétele a Rahmanyinov egész éjszakás virrasztásáról (Vespers) a Robert Shaw Festival Singers közreműködésével felkerült a Kongresszusi Könyvtár Nemzeti Felvételi Nyilvántartójába.

## Díjai
- 14 Grammy-díj
- 4 ASCAP-díj a kortárs zene szolgálatáért
- Az első Guggenheim-ösztöndíj, amelyet karmesternek ítéltek oda
- Alice M. Ditson karmesteri díj az amerikai zene szolgálatáért
- George Peabody érem az amerikai zenei élethez való kiemelkedő hozzájárulásáért
- Az American Symphony Orchestra League Arany Baton díja a „zene és a művészetek kiemelkedő szolgálatáért”
- American National Medal of Arts
- Franciaországi Officier des Arts et des Lettres
- Anglia Gramophone Award
- 1991-ben a Kennedy Center-kitüntetésben részesült[22]

## Fordítás
- Ez a szócikk részben vagy egészben  a   Robert Shaw (conductor) című angol Wikipédia-szócikk ezen változatának fordításán alapul.  Az eredeti cikk szerkesztőit annak laptörténete sorolja fel. Ez a jelzés csupán a megfogalmazás eredetét és a szerzői jogokat jelzi, nem szolgál a cikkben szereplő információk forrásmegjelöléseként.